# Capasa macarta
Capasa macarta är en fjärilsart som beskrevs av Louis Beethoven Prout. Capasa macarta ingår i släktet Capasa och familjen mätare. Inga underarter finns listade i Catalogue of Life.